# Risbyvejen
Risbyvejen er en 70 m lang oldtidsvej anlagt i vikingetiden ved et tidligere vadested over Rise Å, beliggende 400 m vest for Sydmotorvejens afkørsel 39.
Det undersøgte stykke vej er brolagt med sten. Da arkæologerne udgravede vejen i 1973-76 fandt de en brolægning af planker, som den østlige afslutning. Under plankerne lå et vognhjul og en slæde.
Risbyvejen kan føres helt tilbage til yngre stenalder, hvor den måske har været et trafikknudepunkt. 
Få hundrede meter fra vejen findes Sarupanlægget Markildegård, som kan dateres til yngre stenalder.